# Myrmekiocellio squamatus
Myrmekiocellio squamatus is een pissebed uit de familie Bathytropidae. De wetenschappelijke naam van de soort is voor het eerst geldig gepubliceerd in 1936 door Verhoeff.